# Curland
Curland – wieś w Anglii, w hrabstwie Somerset, w dystrykcie (unitary authority) Somerset. Leży 64 km na południowy zachód od miasta Bristol i 212 km na zachód od Londynu. W 2002 miejscowość liczyła 141 mieszkańców.